# Leandro Faggin
Leandro Faggin (né le 18 juillet 1933 et mort le 6 décembre 1970 à Padoue) est un coureur cycliste sur piste italien. Il a été champion olympique du kilomètre et de la poursuite par équipes aux Jeux olympiques de 1956 à Melbourne. À cette occasion, l'équipe d'Italie qu'il forme avec Franco Gandini, Valentino Gasparella et Antonio Domenicali a établi un nouveau record olympique, en parcourant les quatre kilomètres en 4 min 37 s 4. Le précédent record appartenait à l'équipe de France victorieuse aux Jeux olympiques de 1936 en 4 min 41 s 8 Leandro Faggin a également été trois fois champion du monde de poursuite individuelle.

## Biographie
Leandro Faggin obtient son premier titre en poursuite individuelle aux championnats italiens sur piste amateurs en 1954. En 1956, il participe aux Jeux olympiques de Melbourne, où il gagne deux médailles d'or : la première au kilomètre, la seconde en poursuite par équipes, avec Franco Gandini, Valentino Gasparella et Antonio Domenicali.
Il meurt d'un cancer, à 37 ans.

## Palmarès

### Jeux olympiques
- Melbourne 1956
  -  Champion olympique du kilomètre
  -  Champion olympique de poursuite par équipes (avec Valentino Gasparella, Antonio Domenicali et Franco Gandini)

### Championnats du monde amateurs
- Cologne 1954
  -  Champion du monde de poursuite
- Milan 1955
  -  Médaillé de bronze de la poursuite
- Copenhague 1956
  -  Médaillé d'argent de la poursuite

### Championnats du monde professionnels
- Paris 1958
  -  Médaillé d'argent de la poursuite
- Zurich 1961
  -  Médaillé de bronze de la poursuite
- Milan 1962
  -  Médaillé d'argent de la poursuite
- Rocourt 1963
  -  Champion du monde de poursuite
- Paris 1964
  -  Médaillé d'argent de la poursuite
- Saint-Sébastien 1965
  -  Champion du monde de poursuite
- Francfort 1966
  -  Champion du monde de poursuite
- Amsterdam 1967
  -  Médaillé de bronze de la poursuite
- Rome 1968
  -  Médaillé de bronze de la poursuite

### Championnats nationaux
- Champion d'Italie de poursuite amateurs en 1954
- Champion d'Italie de poursuite de 1957 à 1968
- Champion d'Italie de l'omnium en 1959

### Six jours
- Six jours de New York : 1959 (avec Ferdinando Terruzzi)
- Six jours de Melbourne : 1961 (avec John Young), 1964 (avec Ferdinando Terruzzi) et 1968 (avec Dieter Kemper)
- Six jours de Milan : 1964 (avec Rik Van Steenbergen)
- Six jours d'Adélaïde : 1965 (avec Joe Ciavola)
- Six jours de Montréal : 1965, 1966 (avec Freddy Eugen), 1968 (avec Horst Oldenburg)